# SCISAT-1
SCISAT-1 es un satélite artificial de Canadá con la finalidad de medir y estudiar los procesos químicos que controlan la distribución de ozono en la atmósfera terrestre, sobre todo a altas latitudes. El experimento del satélite destinado a este estudio se denomina ACE (Atmospheric Chemistry Experiment), por lo que al satélite a veces se le denomina también SCISAT ACE. Fue lanzado el 13 de agosto de 2003 a bordo de un cohete Pegasus.

## Especificaciones
- Masa total: 150 kg
- Potencia máxima: 70 vatios

## Parámetros orbitales
- Perigeo: 642 km
- Apogeo: 654 km
- Inclinación orbital: 73,9 grados
- Periodo: 97,7 minutos